# Ryjonos piżmowy
Ryjonos piżmowy (Melogale moschata) – gatunek niewielkiego drapieżnego ssaka z rodziny łasicowatych.

## Występowanie
Występuje we wschodnich Indiach, południowo-wschodniej Azji, południowych Chinach oraz na Tajwanie.

## Charakterystyka
Długość ciała: 33–43 cm
Długość ogona: 14–23 cm
Masa ciała: 1–3 kg
Budowa ciała podobna do kuny. Grzbiet barwy szaro- lub czarnobrązowej, strona brzuszna jaśniejsza. Na grzbiecie najczęściej biaława lub czerwonawa pręga. Na głowie czarne oraz żółtawe plamy. Układ plam na głowie jest cechą indywidualną każdego osobnika. Nos długi i ruchliwy, przypominający nos koati. Ogon puszysty, kończyny krótkie. Stopy wyposażone w długie, silne pazury służące do kopania.
Środowisko życia
Obszary leśne i trawiaste.
Tryb życia
Spędza dzień w samodzielnie wykopanych norach lub szczelinach skalnych. Na żerowanie wychodzi o zmierzchu i nocą. Tajwańskie ryjonosy są doskonałymi wspinaczami i można zaobserwować jak śpią w rozwidleniu konarów. Ryjonosy są dzikie i nieustraszone, zaatakowane lub w sytuacji bez wyjścia wydzielają, jak wiele łasicowatych okropny zapach.
Pożywienie
Jest wszystkożerny. Zjada małe ssaki, owady, dżdżownice, żaby oraz owoce.
Rozmnażanie
W maju lub czerwcu samica rodzi w norze 1 do 3 młodych. Są one długo zależne od mleka matki i obserwowano już w pełni wyrośnięte osobniki podczas ssania.

## Podgatunki
Wyróżnia się 7 podgatunków ryjonosa piżmowego:
- M. moschata ferreogrisea
- M. moschata hainanensis
- M. moschata millsi
- M. moschata moschata
- M. moschata sorella
- M. moschata subaurantiaca
- M. moschata taxilla